# Sulfovanilină
Sulfovanilina (C8H8O6S) este un reactiv derivat din vanilină utilizat pentru determinarea ciupercilor și pentru selectarea structurilor celulare în micologie.

## Definiție
Sulfovanilina și sulfobenzaldehida, strâns înrudite din punct de vedere chimic, sunt reactivi care pot fi utilizați pentru a detecta selectiv diferite structuri celulare. 

## Utilizare
Reactivii sunt folosiți în mod deosebit în mod frecvent în identificarea ciupercilor din ordinul Russulales. În anumite cazuri, ele pot fi folosite pentru a colora laticiferele, pseudo-, macro- și gloeocistidele, precum și hifele gloeoplerice.  Este una dintre cele mai importante reacții chimice de detectare, în special atunci când se determină genurile Russula și Lactarius.  Dacă reacția este pozitivă, celulele devin mai mult sau mai puțin albastre cu sulfovanilină și gri spre negricioase cu sulfobenzaldehidă. Din punct de vedere chimic, sulfovanilina sau sulfobenzaldehida este o soluție de vanilină/benzaldehidă în acid sulfuric mai mult sau mai puțin concentrat. Reactivul finit conține de obicei aproximativ 70% acid sulfuric. Se crede că reactivul reacționează cu sesquiterpenele prezente în celule, mai ales dacă au funcții aldehide.